# 塞席爾副緋鯉
塞席爾副緋鯉為輻鰭魚綱鱸形目鱸亞目鬚鯛科的其中一種，分布於西印度洋區，包括紅海、坦尚尼亞、巴林、塞席爾群島等海域，棲息深度12-15公尺，體長可達23公分，生活在珊瑚礁、岩礁區，屬肉食性。